# Taça de Portugal 1952/53
Die Taça de Portugal 1952/53 war die 13. Austragung des portugiesischen Pokalwettbewerbs. Er wurde vom portugiesischen Fußballverband ausgetragen. Das Finale fand am 28. Juni 1953 im Estádio Nacional von Oeiras statt. Benfica Lissabon gewann zum vierten Mal in Folge den Pokal.
Bis zum Halbfinale wurden alle Begegnungen in Hin- und Rückspiel ausgetragen. Bei Gleichstand in den beiden Spielen gab es ein Entscheidungsspiel.

## Teilnehmende Teams
| Primeira Divisão (14) | Madeira-Meister (1) |
| --- | ------------------- |
| - Académica de Coimbra - Atlético CP - FC Barreirense - Belenenses Lissabon - Benfica Lissabon - Boavista Porto - Sporting Braga - SC Covilhã - GD Estoril Praia - Lusitano GC Évora - FC Porto - Sporting Lissabon - Vitória Guimarães - Vitória Setúbal | - Marítimo Funchal  |

## Achtelfinale
|                   | Gesamt |                      | Hinspiel | Rückspiel |
| ----------------- | ------ | -------------------- | -------- | --------- |
| Sporting Braga    | 1:8    | Lusitano GC Évora    | 0:4      | 1:4       |
| Vitória Setúbal   | 5:7    | Benfica Lissabon     | 3:2      | 2:5       |
| FC Barreirense    | 3:1    | Belenenses Lissabon  | 2:1      | 1:0       |
| Sporting Lissabon | 5:1    | Académica de Coimbra | 3:0      | 2:1       |
| Boavista Porto    | 1:6    | FC Porto             | 1:0      | 0:6       |
| SC Covilhã        | 0:0    | Atlético CP          | 0:0      | 0:0       |
| GD Estoril Praia  | 5:5    | Vitória Guimarães    | 3:2      | 2:3       |

### Entscheidungsspiele
|                  | Ergebnis |                   |
| ---------------- | -------- | ----------------- |
| GD Estoril Praia | 0:1      | Vitória Guimarães |
| SC Covilhã       | 1:1      | Atlético CP       |
| SC Covilhã       | 5:1      | Atlético CP       |

## Viertelfinale
Der Madeira-Meister stieg in dieser Runde ein.
|                   | Gesamt |                   | Hinspiel | Rückspiel |
| ----------------- | ------ | ----------------- | -------- | --------- |
| FC Barreirense    | 0:7    | Benfica Lissabon  | 0:1      | 0:6       |
| Sporting Lissabon | 2:2    | Lusitano GC Évora | 2:2      | w. o.     |
| Vitória Guimarães | 5:4    | SC Covilhã        | 5:1      | 0:3       |
| Marítimo Funchal  | 2:3    | FC Porto          | 0:0      | 2:3       |

## Halbfinale
|                  | Gesamt |                   | Hinspiel | Rückspiel |
| ---------------- | ------ | ----------------- | -------- | --------- |
| Benfica Lissabon | 6:2    | Vitória Guimarães | 3:1      | 3:1       |
| FC Porto         | 4:2    | Lusitano GC Évora | 4:1      | 0:1       |

## Finale
| Paarung          | Benfica Lissabon – FC Porto |
| Ergebnis         | 5:0 (3:0) |
| Datum            | 28. Juni 1953 |
| Stadion          | Estádio Nacional, Oeiras |
| Schiedsrichter   | Evaristo Santos |
| Tore             | 1:0 Rogério Pipi (34.) 2:0 Arsénio Duarte (38.) 3:0 José Aguas (39.) 4:0 Arsénio Duarte (68.) 5:0 Arsénio Duarte (89.) |
| Benfica Lissabon | José Bastos – Ângelo Martins, Joaquim Fernandes, Artur Santos, Félix Antunes – Rogério Pipi, Francisco Moreira , José Rosário, Manuel Vieira – Arsénio Duarte, José Águas Cheftrainer: António Ribeiro dos Reis                                   |
| FC Porto         | Frederico Barrigana – Carlos Vieira, Virgiglio Marques, Ângelo Carvalho – João Correia, António Eleutério, Francisco Pinto Vieira, António Monteiro da Costa – António Teixeira, Carlos Duarte, José Maria Matos Cheftrainer: Cândido de Oliveira |